# Povestea unui soldat
Povestea unui soldat (în engleză A Soldier's Story) este un film american dramatic de mister din 1984 regizat și produs de Norman Jewison, adaptat de Charles Fuller după piesa sa de teatru, A Soldier's Play, câștigătoare a premiului Pulitzer, o adaptare după nuvela Billy Budd de Herman Melville. Este o poveste despre rasism într-un regiment segregat al Armatei SUA, comandat de ofițeri albi și antrenament în baza legilor Jim Crow South, într-un timp și loc în care un ofițer negru este fără precedent. Un ofițer JAG negru este trimis să investigheze uciderea unui sergent negru în Louisiana, aproape de sfârșitul celui de-al Doilea Război Mondial.
Distribuția este compusă în principal din actori de culoare, în rolurile principale apar Howard E. Rollins Jr. și Adolph Caesar (a căror interpretare a fost nominalizată la Premiul Oscar pentru cel mai bun actor în rol secundar). Alți actori, care joacă în roluri secundare, sunt Art Evans, David Alan Grier, Larry Riley, David Harris, Robert Townsend și Patti LaBelle. Denzel Washington, încă la începutul carierei, apare într-un rol secundar. Mai mulți actori își reiau rolurile din versiunea de scenă.
Filmul a fost prezentat pentru prima dată la Festivalul Internațional de Film de la Toronto. A câștigat premiul New York Drama Critics Award, Outer Critics Circle Award, Theatre Club Award și trei Village Voice Obie Awards. A câștigat Premiul de Aur la al 14-lea Festival Internațional de Film de la Moscova.  De asemenea, a fost nominalizat la trei premii Oscar: pentru cel mai bun film, actor în rol secundar (Adolph Caesar) și adaptare a scenariului (Fuller).

## Distribuție
- Howard E. Rollins Jr. __ Cpt. Richard Davenport
- Adolph Caesar __ Sgt. Vernon Waters
- Art Evans __ Pvt. Wilkie
- David Alan Grier __ Cpl. Cobb
- David Harris __ Pvt. Smalls
- Denzel Washington __ Pfc. Peterson
- Dennis Lipscomb __ Capt. Taylor
- Larry Riley __ C.J. Memphis
- Robert Townsend __ Cpl. Ellis
- William Allen Young __ Pvt. Henson
- John Hancock __ Sgt. Washington
- Patti LaBelle __ Big Mary
- Trey Wilson __ Col. Nivens
- Wings Hauser __ Lt. Byrd
- Scott Paulin __ Cpt. Wilcox
- Mike Williams __ Pfc. Oscar

Surse: